# PWZ Zuidenveldtour
De PWZ Zuidenveldtour is een Nederlandse wielerwedstrijd die gereden wordt in de provincie Drenthe. De koers staat ook bekend als ZODC Zuidenveldtour. 
Sinds 2013 maakt de wedstrijd deel uit van de UCI Europe Tour, met een classificatie van 1.2.

## Meervoudige winnaars
| Overwinningen | Renner         | Land      | Jaren      |
| ------------- | -------------- | --------- | ---------- |
| 2             | Bart Boom      | Nederland | 1998, 2005 |
| 2             | Marco Bos      | Nederland | 2007, 2008 |
| 2             | Jeff Vermeulen | Nederland | 2013, 2015 |

## Overwinningen per land
| Overwinningen | Land      |
| ------------- | --------- |
| 30            | Nederland |